# 斯凱爾涅維采

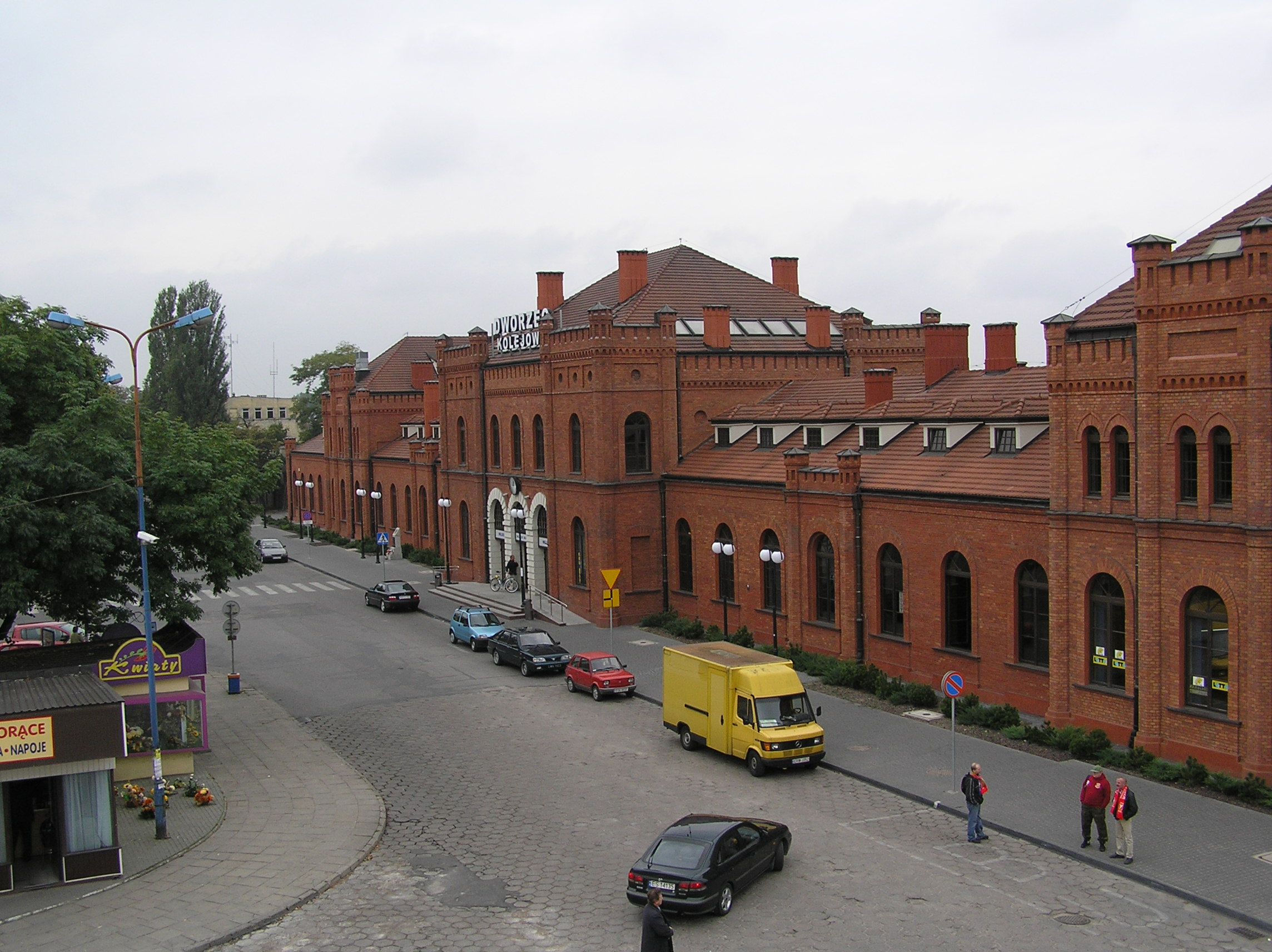
斯凱爾涅維采車站

斯凱爾涅維采（波蘭語：Skierniewice）是波蘭的城鎮，位於該國中部羅茲省，面積34.60平方公里，2024年人口45,184。在瓜分波蘭中，該鎮被納入普魯士王國管治範圍。